# Cesty do nebe
Cesty do nebe je název osmého alba chlumecké kapely Komunální odpad. Album bylo oficiálně pokřtěné na koncertu v Bítovanech u Chrudimi v květnu 2006. Téměř celá deska se vztahuje k problémům ve společnosti a ke smrti a tím, co následuje po ní. Kromě toho se na ní nachází i motivační skladba Křídla. Komunál zde přidal i starší Propast ze stejnojmenného alba.

## Seznam skladeb
1. Kříže v poli
2. Křídla
3. Let
4. Pasťák
5. Bohatej synek
6. Vrah
7. Chudej a bohatej
8. Stádo bílejch koní
9. Osud
10. Obrazy
11. Propast
12. Kos